# Andreas Kertesz
Andreas Kertesz (ur. 22 lipca 1969) – szwedzki szermierz.

## Życiorys
Zdobył brązowy medal w konkurencji indywidualnej szpadzistów na mistrzostwach Europy w szermierce w Keszthely w 1995 roku